# Forest Park (Geòrgia)
Forest Park és una població dels Estats Units a l'estat de Geòrgia. Segons el cens del 2008 tenia 21.726 habitants.

## Demografia
Segons el cens del 2000, Forest Park tenia 21.447 habitants, 6.845 habitatges, i 4.839 famílies. La densitat de població era de 882,8 habitants/km².
Dels 6.845 habitatges en un 37% hi vivien nens de menys de 18 anys, en un 40% hi vivien parelles casades, en un 22,5% dones solteres, i en un 29,3% no eren unitats familiars. En el 22,5% dels habitatges hi vivien persones soles el 7,3% de les quals corresponia a persones de 65 anys o més que vivien soles. El nombre mitjà de persones vivint en cada habitatge era de 2,98 i el nombre mitjà de persones que vivien en cada família era de 3,42.
Per edats la població es repartia de la següent manera: un 27,9% tenia menys de 18 anys, un 13,9% entre 18 i 24, un 33,6% entre 25 i 44, un 16% de 45 a 60 i un 8,6% 65 anys o més.
L'edat mediana era de 29 anys. Per cada 100 dones de 18 o més anys hi havia 105,9 homes.
La renda mediana per habitatge era de 33.556 $ i la renda mediana per família de 36.029 $. Els homes tenien una renda mediana de 27.381 $ mentre que les dones 23.104 $. La renda per capita de la població era de 14.932 $. Entorn del 12% de les famílies i el 15,4% de la població estaven per davall del llindar de pobresa.

## Poblacions més properes
El següent diagrama mostra les poblacions més properes.